# Parc-d’Anxtot
Parc-d’Anxtot ist eine französische Gemeinde mit 579 Einwohnern (Stand: 1. Januar 2022) im Département Seine-Maritime in der Region Normandie. Sie gehört zum Arrondissement Le Havre und zum Kanton Bolbec.

## Geographie
Parc-d’Anxtot liegt etwa 24 Kilometer ostnordöstlich von Le Havre im Pays de Caux. Parc-d’Anxtot wird umgeben von den Nachbargemeinden Houquetot im Norden, Beuzeville-la-Grenier im Osten, Saint-Jean-de-la-Neuville im Osten und Südosten, Saint-Gilles-de-la-Neuville im Süden und Westen sowie Virville im Westen und Nordwesten.

## Bevölkerungsentwicklung
| 1962                      | 1968 | 1975 | 1982 | 1990 | 1999 | 2006 | 2013 |
| ------------------------- | ---- | ---- | ---- | ---- | ---- | ---- | ---- |
| 251                       | 258  | 266  | 302  | 382  | 482  | 537  | 587  |
| Quelle: Cassini und INSEE |      |      |      |      |      |      |      |

## Sehenswürdigkeiten
- Kirche Saint-Blaise aus dem 16. Jahrhundert